# Eagle Air

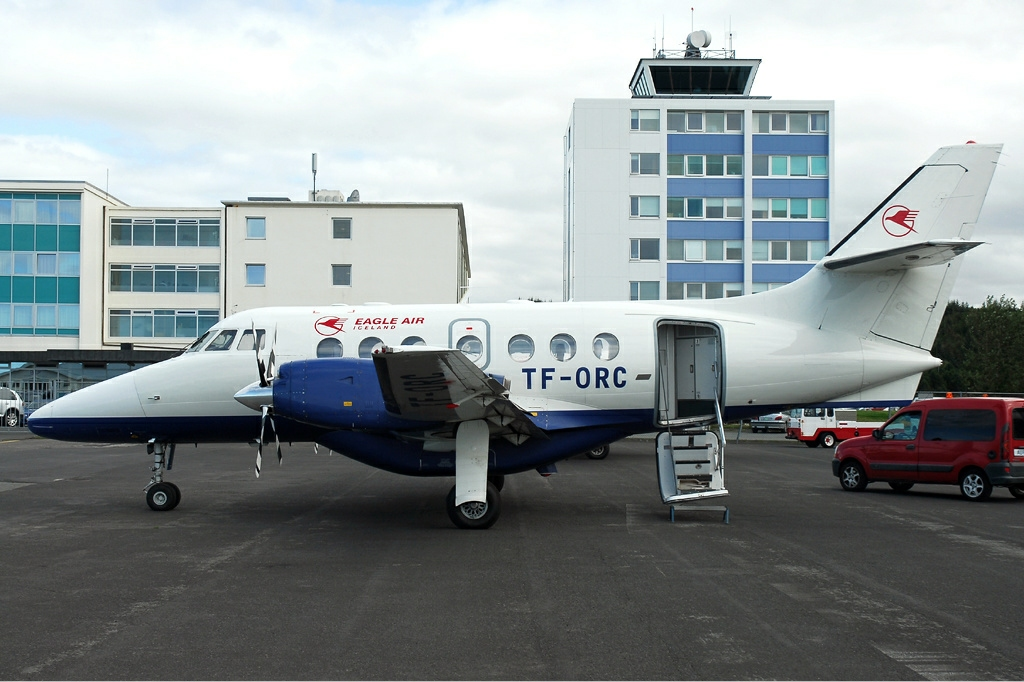
British Aerospace Jetstream 31 należący do Eagle Air

Eagle Air – islandzka linia lotnicza działająca w latach 1970-2024. Siedziba firmy znajdowała się w Reykjavíku. Firma weszła na arenę międzynarodową we wczesnych latach 80. Eagle Air obsługiwał trasy krajowe oraz międzynarodowe do Grenlandii, Skandynawii oraz Europy Zachodniej.

## Historia
Linia lotnicza Eagle Air została założona w 1970 przez Hörðura Guðmundssona w Vestfirðir, jednej z najbardziej wysuniętych na północ części Islandii. Początkowo linie lotnicze koncentrowały się na lotach ambulansami powietrznymi oraz usługami pocztowymi. Eagle Air wykorzystywał samoloty takie jak: Helio Courier, Britten-Norman Islander, Piper Aztec, Piper Chieftain, Cessna Titan, Kanada DHC-6-300 Twin Otter, Cessna 206 oraz Cessna 185.
W 1983 Eagle Air obsługiwał regularne loty samolotami odrzutowymi Boeing 737-200 między międzynarodowym portem lotniczym Keflavik, a portami lotniczymi w Europie Zachodniej, w tym Amsterdamie, Düsseldorfie i Zurychu. Następnie Eagle Air wykorzystywał samoloty typu combi Boeing 737. Do 1989 linia lotnicza rozszerzyła loty samolotami Boeing 737-200 na Europę Zachodnią. Wykonywała loty do portów lotniczych w Brukseli, Genewie, Hamburgu, Mediolanie i Monachium. Eagle Air wykorzystywał również inne typy samolotów odrzutowych w lotach czarterowych, takie jak: Boeing 707, Boeing 720B i Douglas DC-8-61.
Eagle Air zaprzestał działalności w 1995. W 2003 reaktywowano firmę. Nowa siedziba firmy została zlokalizowana w Reykjavíku. W 2007 Eagle Air przejął część tras, obsługiwanych przez linie lotniczą Air Iceland. W 2018 firma obsługiwała loty z Reykjavíku do Vestmannaeyjar, Höfn, Húsavík, Bíldudalur oraz Gjögur.
W kwietniu 2024 ostatni samolot przewoźnika został wycofany z użytku, zaś w październiku linia ogłosiła bankructwo, kończąc tym samym prowadzenie działalności operacyjnej.

## Loty czarterowe
Eagle Air wykonywał różne loty czarterowe. Wykorzystywał do tego samoloty frachtowe i turystyczne oraz ambulansy powietrzne. Wykonywał także loty fotograficzne. Samoloty czarterowe firmy Eagle Air latały na Islandię, Grenlandię, Wyspy Owcze, a także do Europy.

### Loty ambulansami
Eagle Air posiadał dobrze wyposażone ambulanse powietrzne. Na pokładzie takich samolotów znajdowały się maski tlenowe, a także cały sprzęt potrzebny do transportu pacjenta. Eagle Air mógł także zapewnić obsługę medyczną oraz lekarza w trakcie lotu.

### Loty frachtowe
Eagle Air wykonywał loty frachtowe do dowolnej lokalizacji w Islandii oraz poza jej granicami.

### Loty fotograficzne
Eagle Air posiadał samoloty turystyczne, które nadają się do fotografii lotniczej. Loty fotograficzne świadczone przez Eagle Air mogły być wykonywane na Islandii lub za granicą, a także nad lądem lub morzem.